# 807-й штурмовой авиационный полк
807-й штурмово́й авиацио́нный Севастопольский полк — авиационная воинская часть ВВС РККА штурмовой авиации в Великой Отечественной войне, в послеваоенные годы переформирован в истребительно-бомбардировочный авиаполк, затем в вертолётный полк. Вошёл в состав ВВС России.

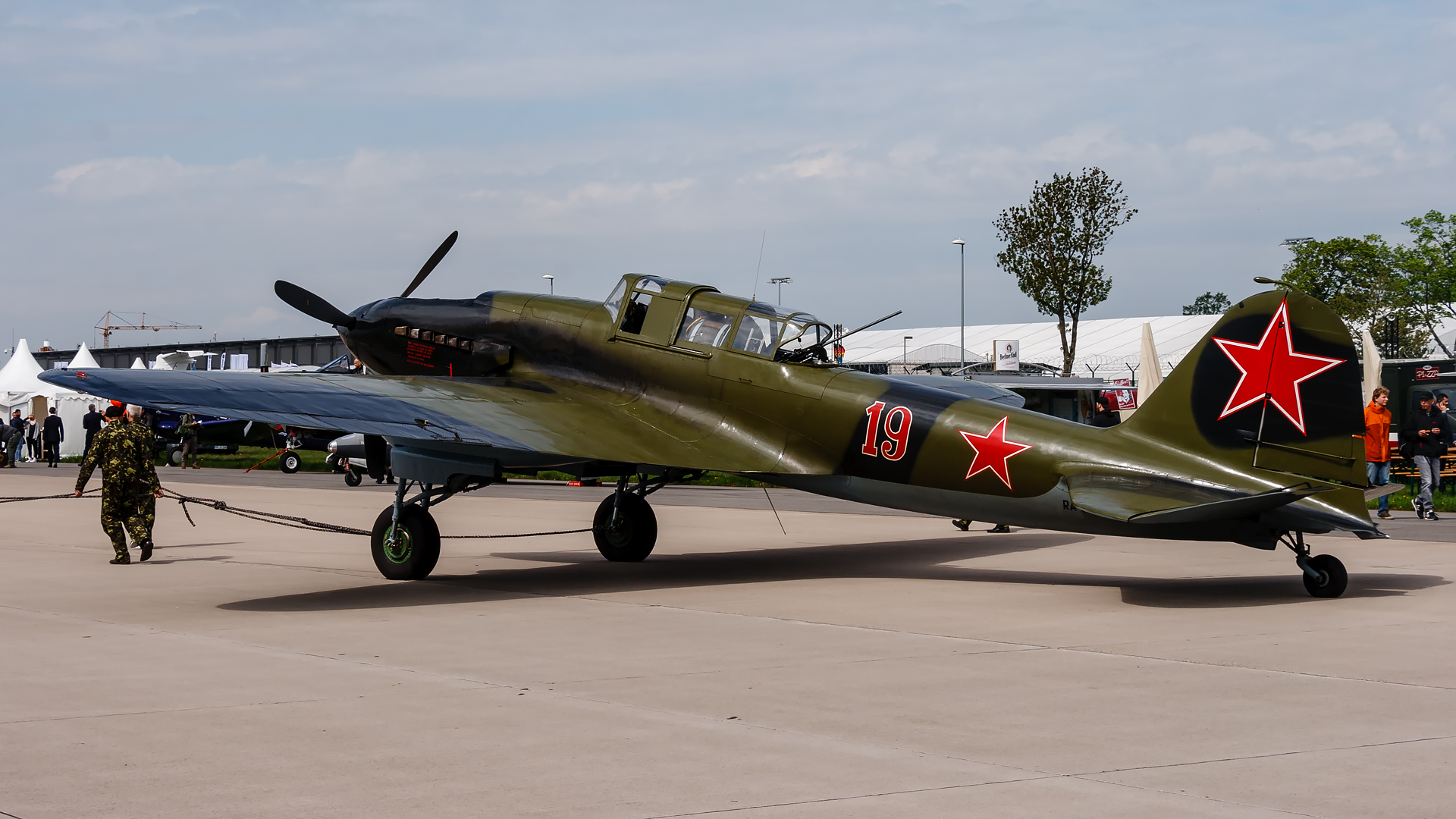
Конструкторы называли разработанный ими штурмовик Ил-2 «летающим танком», пилоты-истребители люфтваффе прозвали его «бетонным самолётом» (нем. Betonflugzeug), солдаты вермахта называли его «чумой» (нем. Schwarzer Tod, дословно: «чёрная смерть»).

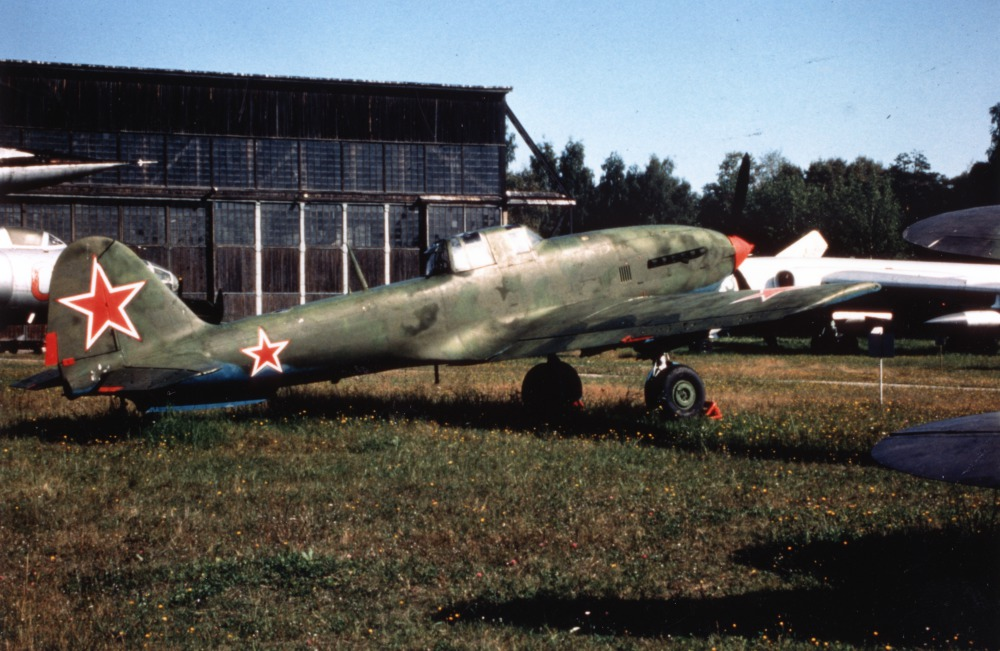
Самолёт Ил-10 полк получил апреле 1945 года. На фото сохранившийся экземпляр в музее в Монино.

## Наименование полка
За весь период своего существования полк несколько раз менял своё наименования:
- 6-й «А» бомбардировочный авиационный полк[1];
- 807-й штурмовой авиационный полк[1];
- 807-й штурмовой авиационный Севастопольский полк[1];
- 807-й истребительно-бомбардировочный авиационный Севастопольский полк[1];
- 372-я отдельная вертолётная эскадрилья (05.1960);
- 55-й отдельный вертолётный Севастопольский полк (05.1961)[1];
- 6974-я авиационная база (01.2010);
- 393-я авиационная база армейской авиации (2 разряда) (27.11.2010);
- 393-я авиационная ордена Кутузова база армейской авиации (2 разряда) (12.06.2012);
- 55-й отдельный вертолётный Севастопольский ордена Кутузова полк (01.12.2015)
- Войсковая часть (Полевая почта) 80600[1];
- Войсковая часть (Полевая почта) 19998 (с 1981)[1];
- Войсковая часть (Полевая почта) 35666 (с 1992);
- Войсковая часть (Полевая почта) 31413 (с 01.2010);
- Войсковая часть (Полевая почта) 35666 (с 11.2010).

## История и боевой путь полка
Сформирован 15 января 1942 года в Астрахани при 3-м запасном бомбардировочном авиаполку как 6-й «А» бомбардировочный авиационный полк в составе 2-х эскадрилий на самолётах Пе-2. Директивой НКО 20 марта 1942 года полк переформирован по штату № 015/156 (2-х эскадрильного состава) на самолётах Ил-2 и получил наименование 807-й штурмовой авиационный полк. Направлен 16 апреля на станцию Каменка-Белинская Пензенской области в состав 10-го запасного авиаполка 1-й запасной авиабригады ВВС Приволжского военного округа. 5 июня 1942 года полк полностью закончил программу переучивания и перебазировался на Калининский фронт. 28 июня 1942 года вошёл в состав 264-й штурмовой авиадивизии 3-й воздушной армии на аэродроме Жилино для участия в Ржевской битве.
4 августа 1942 года полк перебазировался на аэродром Осташево Западного фронта и вошёл в состав 233-й штурмовой авиадивизии 1-й воздушной армии, где до 9 августа принимал участие в Погорело-Городищенской операции. 9 августа полк сдал 18 самолётов Ил-2 в дургие полки дивизии и убыл в состав 3-й резервной авиабригады Ставки ВГК на аэродром Гари, где получил новые 21 Ил-2.
10 сентября 1942 года полк перебазировался с аэродрома Ленинск Юго-Восточного фронта и вошёл в состав 206-й штурмовой авиационной дивизии 8-й воздушной армии. С 13 сентября полк приступил к боевым действиям на сталинградском направлении. Штурмовыми ударами полк задерживал продвижение мотомеханизированных колонн противника в районах Новомихайловский, Морозовский, Михайловка в восточном и юго-восточном направлениях, содействовал наземным войскам в отражении атак мотомеханизированных частей, уничтожал авиацию противника на аэродромах, переправы на р. Дон на участке Вертячий — Калач. Особенно напряженную работу вел в сентябре 1942 года в период выхода противника на рубеж р. Дон в районе Вертячий — Калач и на рубеже р. Аксай с юга и при дальнейшем продвижении к Сталинграду.
25 декабря 1942 года полк переформирован по штату № 015/282 (3-х эскадрильного состава). В состав полка вошёл личный состав бывшего 811-го и 945-го штурмовых полков дивизии. С 29 сентября по 10 ноября помимо задач нанесения штурмовых ударов по войскам и аэродромам противника за пределами города Сталинграда полк выполнял нанесение штурмовых ударов в сложных условиях уличных боев. С 20 ноября по 24 декабря 1942 года полк содействовал наступленияю войск по разгрому сталинградской группировки, взаимодействуя с подвижными частями 4-го и 13-го механизированных корпусов.
С 1 июня 1943 года полк с дивизией переброшены в состав 2-го смешанного авиакорпуса 4-й воздушной армии Северо-Кавказского фронта для участия в Воздушных сражениях на Кубани. С середины июля 1943 года полк участвует в Миусской операции, разгроме таганрогской группировки противника, освобождении Донбасса и наступлении вплоть до р. Молочная. В октябре 1943 года принимает участие в прорыве обороны противника на р. Молочная и преследовании его до Днепра.
В январе — феврале 1944 года полк с дивизией в составе 7-го штурмового авиакорпуса 8-й воздушной армии 4-го Украинского фронта участвовали в ликвидации никопольского плацдарма противнка, содействуя войскам 3-й гвардейской армии в овладении городом Никополь и созданию плацдарма на правом берегу р. Днепр.
В апреле 1944 года дивизия участвовала в прорыве обороны противника на Перекопском перешейке и Сиваше, с 15 апреля по 10 мая её части содействовали наземным войскам в освобождении города Севастополь. Указом Президиума Верховного Совета СССР от 24 мая 1944 года за образцовое выполнение заданий командования в боях за освобождение г. Севастополь и проявленные при этом геройство, доблесть и мужество она была награждена орденом Красного Знамени, а полк удостоен почетного наименования «Севастопольский».
В августе 1944 года полк с дивизией в составе 7-го штурмового авиакорпуса переброшены в 14-ю воздушную армию 3-го Прибалтийского фронта, где вели боевые действия на тартусском и рижском направлениях. Затем полк с дивизией были переброшены на 1-й Прибалтийский фронт в состав 3-й воздушной армии, где до конца 1944 года вели бои на мемельском, тильзитском и либавском направлениях. На заключительном этапе войны полк содействовал войскам 1-го и 2-го Прибалтийского фронтов в разгроме курляндской группировки противника.
С 16 апреля 1945 года до окончания войны полк с дивизией в составе 7-го штурмового авиакорпуса находилась в резерве Ставки ВГК. Полк начал переучивание на Ил-10.
В составе действующей армии полк находился с 27 июля по 9 августа, с 13 сентября 1942 года по 16 мая 1944 года, с 17 августа 1944 года по 16 апреля 1945 года.
В сентябре 1945 года дивизия и полк перебазировались на аэродром Броды в Львовский военный округ в состав 14-й воздушной армии, где базировался до 3 апреля 1981 года. В 1949 году в связи с массовым переименованием 7-й штурмовой авиационный корпус переименован в 68-й штурмовой авиационный корпус, а 14-я воздушная армия в 57-ю воздушную армию. Новые переименования не коснулись ни дивизию, ни полка. В середине 1950-х годов полк получил на вооружение новый самолёт МиГ-15, который использовался в штурмовом варианте. С возникновением нового рода Фронтовой авиации — истребительно-бомбардировочной авиации, дивизия была передана в её состав, 29 апреля 1956 года поменяла свое наименование на 206-ю истребительно-бомбардировочную авиационную Мелитопольскую Краснознамённую дивизию, 68-й штурмовой авиакорпус расформирован в составе 57-й воздушной армии, а полк стал именоваться как 807-й истребительно-бомбардировочный авиационный полк. В 1957 году в полк стали поступать МиГ-17.
1 мая 1957 года дивизия была расформирована в составе 57-й воздушной армии, а 807-й истребительно-бомбардировочный авиационный полк на МиГ-15 и МиГ-17 был передан в состав 289-й истребительно-бомбардировочной авиационной Никопольской Краснознамённой дивизии. В 1960 году полк расформировывается, на его базе создается 372-я отдельная вертолётная эскадрилья, которая переходит в непосредственное подчинение 57-й воздушной армии. С 1 мая 1961 года на базе эскадрильи начал формироваться отдельный вертолётный полк. 20 июня 1961 года получает на вооружение вертолёты Ми-4 и Ми-6, получает наименование 55-й отдельный вертолётный Севастопольский полк.
В 1972 году полк в числе первых получает на вооружение боевые вертолёты Ми-24 и проводит его войсковые испытания. 3 апреля 1981 года полк перебазируется с аэродрома Броды Львовской области в состав Северной группы войск в Польшу на аэродром Бжег. Полк двумя эскадрильями эксплуатирует Ми-24В, в третьей — Ми-8.
В ноябре 1985 года эскадрилья полка принимает участие в Войне в Афганистане. С июня 1989 года полк базируется в Легнице, затем на аэродроме Багич под Колобжегом. В свяи с выводом войск из Европы полк 8 мая 1992 года полк начинает перебазирование на аэродром Кореновск Краснадарского края. После перебазирования полк вошёл в состав 49-й общевойсковой армии Северо-Кавказского военного округа.
В 1993—1994 годах полк участвует в осетино-ингушском конфликте, миротворческих операциях на грузино-абхазской границе.
С января 1995 года полк участвует Первой чеченской войне.
С 15 августа 1999 года полк участвует в Войне в Дагестане и во Второй чеченской войне. С 30 декабря 2002 года полк в составе 4-й армии ВВС и ПВО.
С 8 августа 2008 года полк участвует в войне в Грузии.
С января 2010 года на базе полка развёрнута 6974-я авиационная база, 27 ноября 2010 года база реорганизована в 393-ю авиационную базу армейской авиации (2 разряда) и ей присвоено почетное наименование «Севастопольская». За успешное выполнение боевых заданий командования и проявленные при этом личным составом базы мужество и героизм Указом Президента РФ № 807 от 12 июня 2012 года 393-я авиационная база награждена орденом Кутузова. 14 июня 2012 года часть посетил Президент России Владимир Путин и лично вручил Орден Кутузова.
1 декабря 2015 года 393-я авиабаза переформирована в 55-й отдельный вертолётный Севастопольский ордена Кутузова полк.

## Командиры полка

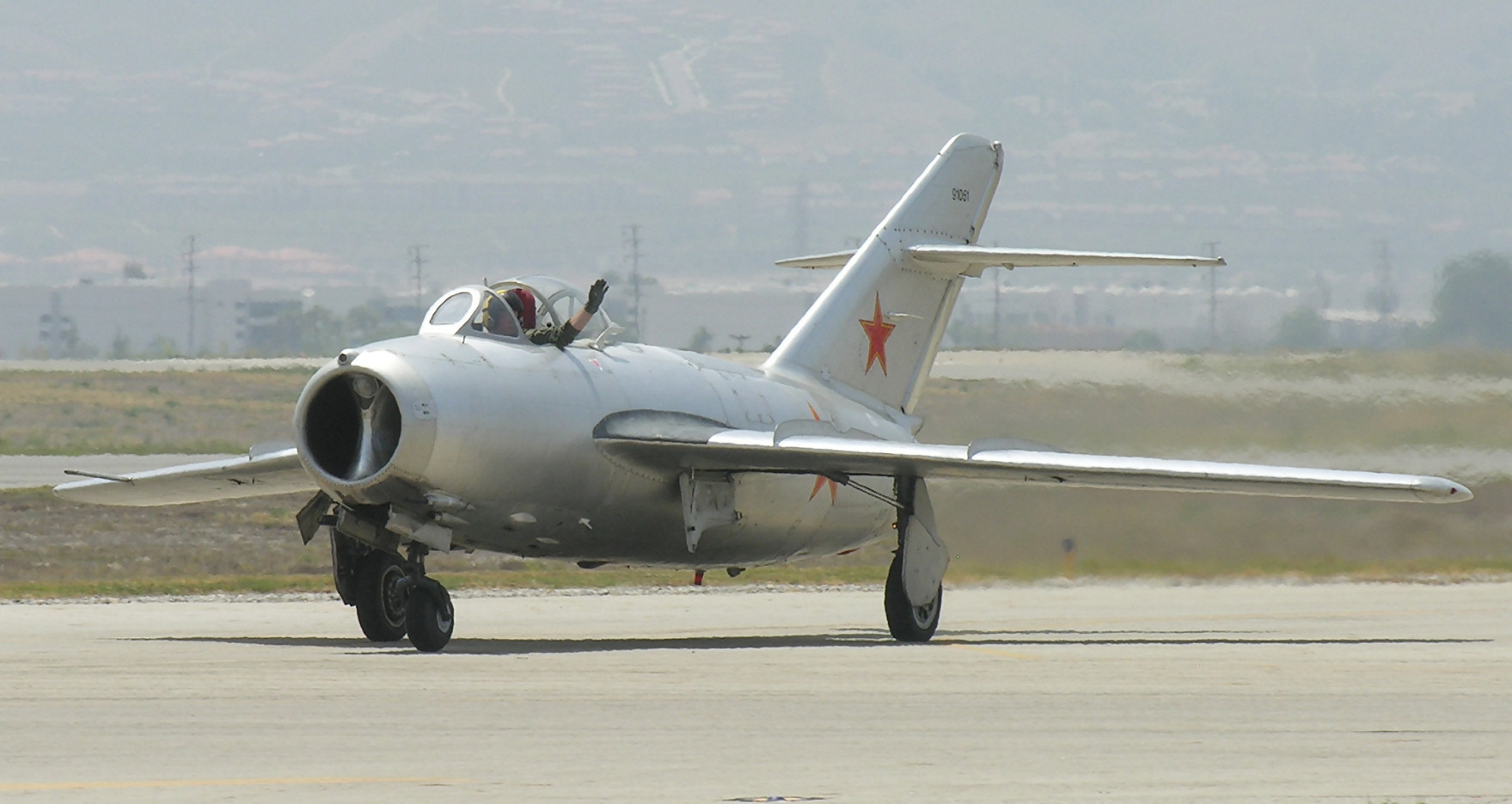
Новый МиГ-15 полк получил в начале 1950-х годов и использовал их по наземным и воздушным целям, как истребитель-бомбардировщик, положив начало новому рода авиации — истребительно-бомбардировочной авиации.

- полковник Васильев Василий Васильевич, 09.1942 - 01.1943
- майор Забавских Петр Федосеевич, 03.1944 — 05.1944;
- подполковник Беличенко Николай Григорьевич, 18.10.1944 - 01.1946
- подполковник Забавских Петр Федосеевич, 01.1946 — 11.1946;
- подполковник Анисимов Владимир Павлович с 1961 года по 1965 год;
- подполковник Семенов Василий Георгиевич с 1966 года по 1968 год;
- подполковник Бычков Александр Иванович с 1968 года по 1971 год;
- подполковник Кошелев Александр Алексеевич с 1971 года по 1973 год;
- подполковник Воробьев Валерий Алексеевич с 1973 года по 1975 год;
- полковник Папанов Владимир Анатольевич с 1975 года по 1976 год;
- подполковник Мирясов Евгений Алексеевич с 1976 года по 1977 год;
- подполковник Томарев Юрий Васильевич с 1977 года по 1979 год;
- подполковник Колокот Григорий Федорович с 1979 года по 1981 год;
- полковник Маслов Валентин Александрович с 1981.. 1985 год;
- полковник Киселев Александр Григорьевич с 1985 года по 1989 год;
- полковник Вакин Александр Анатольевич с 1989 года по 1994 год;
- полковник Уколов Виктор Григорьевич с 1994 года по 1999 год;
- полковник Сафронов Анатолий Александрович с 1999 года по 2002 год;
- полковник Ахметшин Фаяз Ольфатович с 2002 года по 2007 год;
- полковник Сергеев Дмитрий Владимирович с 2007 года по 2010 год;
- полковник Хабибуллин Ряфагать Махмутович с 2010 года по 2016 год;
- полковник Суходольский Евгений Викторович с 2016 года

## В составе соединений и объединений
| Дата       | Фронт (округ)                                | Армия                            | Корпус                            | Дивизия                                                  | Прим. |
| ---------- | -------------------------------------------- | -------------------------------- | --------------------------------- | -------------------------------------------------------- | ----- |
| 15.01.1942 | Приволжский военный округ                    | ВВС Приволжского военного округа |                                   | 3-й запасной бомбардировочный авиационный полк           |       |
| 16.04.1942 | Приволжский военный округ                    | ВВС Приволжского военного округа | 1-я запасная авиационная бригада  | 10-й запасной авиационный полк                           |       |
| 05.06.1942 | Калининский фронт                            | ВВС Калининского фронта          |                                   |                                                          |       |
| 14.06.1942 | Калининский фронт                            | 3-я воздушная армия              |                                   |                                                          |       |
| 28.06.1942 | Калининский фронт                            | 3-я воздушная армия              |                                   | 264-я штурмовая авиационная дивизия                      |       |
| 04.08.1942 | Западный фронт                               | 1-я воздушная армия              |                                   | 233-я штурмовая авиационная дивизия                      |       |
| 09.08.1942 | Московский военный округ                     | ВВС Московского военного округа  |                                   | 3-я резервная авиационная бригада                        |       |
| 10.09.1942 | Сталинградский фронт                         | 8-я воздушная армия              | -                                 | 206-я штурмовая авиационная дивизия                      |       |
| 15.09.1942 | Юго-Восточный фронт                          | 8-я воздушная армия              | -                                 | 206-я штурмовая авиационная дивизия                      |       |
| 30.09.1942 | Сталинградский фронт                         | 8-я воздушная армия              | -                                 | 206-я штурмовая авиационная дивизия                      |       |
| 31.12.1942 | Южный фронт                                  | 8-я воздушная армия              | -                                 | 206-я штурмовая авиационная дивизия                      |       |
| 31.03.1943 | Южный фронт                                  | 8-я воздушная армия              | 10-й смешанный авиационный корпус | 206-я штурмовая авиационная дивизия                      |       |
| 01.06.1943 | Северо-Кавказский фронт                      | 4-я воздушная армия              | 2-й смешанный авиационный корпус  | 206-я штурмовая авиационная дивизия                      |       |
| 21.07.1943 | Южный фронт                                  | 8-я воздушная армия              | 7-й штурмовой авиационный корпус  | 206-я штурмовая авиационная дивизия                      |       |
| 20.10.1943 | 4-й Украинский фронт                         | 8-я воздушная армия              | 7-й штурмовой авиационный корпус  | 206-я штурмовая авиационная дивизия                      |       |
| 16.05.1944 | Резерв ВГК                                   | -                                | 7-й штурмовой авиационный корпус  | 206-я штурмовая авиационная дивизия                      |       |
| 01.06.1944 | Харьковский военный округ                    | ВВС округа                       | 7-й штурмовой авиационный корпус  | 206-я штурмовая авиационная дивизия                      |       |
| 17.08.1944 | 3-й Прибалтийский фронт                      | 14-я воздушная армия             | 7-й штурмовой авиационный корпус  | 206-я штурмовая авиационная дивизия                      |       |
| 17.10.1944 | 1-й Прибалтийский фронт                      | 3-я воздушная армия              | 7-й штурмовой авиационный корпус  | 206-я штурмовая авиационная дивизия                      |       |
| 01.02.1945 | 2-й Прибалтийский фронт                      | 15-я воздушная армия             | 7-й штурмовой авиационный корпус  | 206-я штурмовая авиационная дивизия                      |       |
| 01.04.1945 | Ленинградский фронт Курляндская группа войск | 15-я воздушная армия             | 7-й штурмовой авиационный корпус  | 206-я штурмовая авиационная дивизия                      |       |
| 16.04.1945 | Резерв ВГК                                   | -                                | 7-й штурмовой авиационный корпус  | 206-я штурмовая авиационная дивизия                      |       |
| 09.05.1945 | Резерв ВГК                                   | -                                | 7-й штурмовой авиационный корпус  | 206-я штурмовая авиационная дивизия                      |       |
| 01.10.1945 | Прикарпатский военный округ                  | 14-я воздушная армия             | 7-й штурмовой авиационный корпус  | 206-я штурмовая авиационная дивизия                      |       |
| 20.02.1949 | Прикарпатский военный округ                  | 57-я воздушная армия             | 68-й штурмовой авиационный корпус | 206-я штурмовая авиационная дивизия                      |       |
| 01.04.1956 | Прикарпатский военный округ                  | 57-я воздушная армия             | -                                 | 206-я истребительно-бомбардировочная авиационная дивизия |       |
| 01.05.1957 | Прикарпатский военный округ                  | 57-я воздушная армия             | -                                 | 289-я истребительно-бомбардировочная авиационная дивизия |       |
| 01.01.1960 | Прикарпатский военный округ                  | 57-я воздушная армия             | -                                 | 289-я истребительно-бомбардировочная авиационная дивизия |       |

## Участие в операциях и битвах
- Ржевская битва:

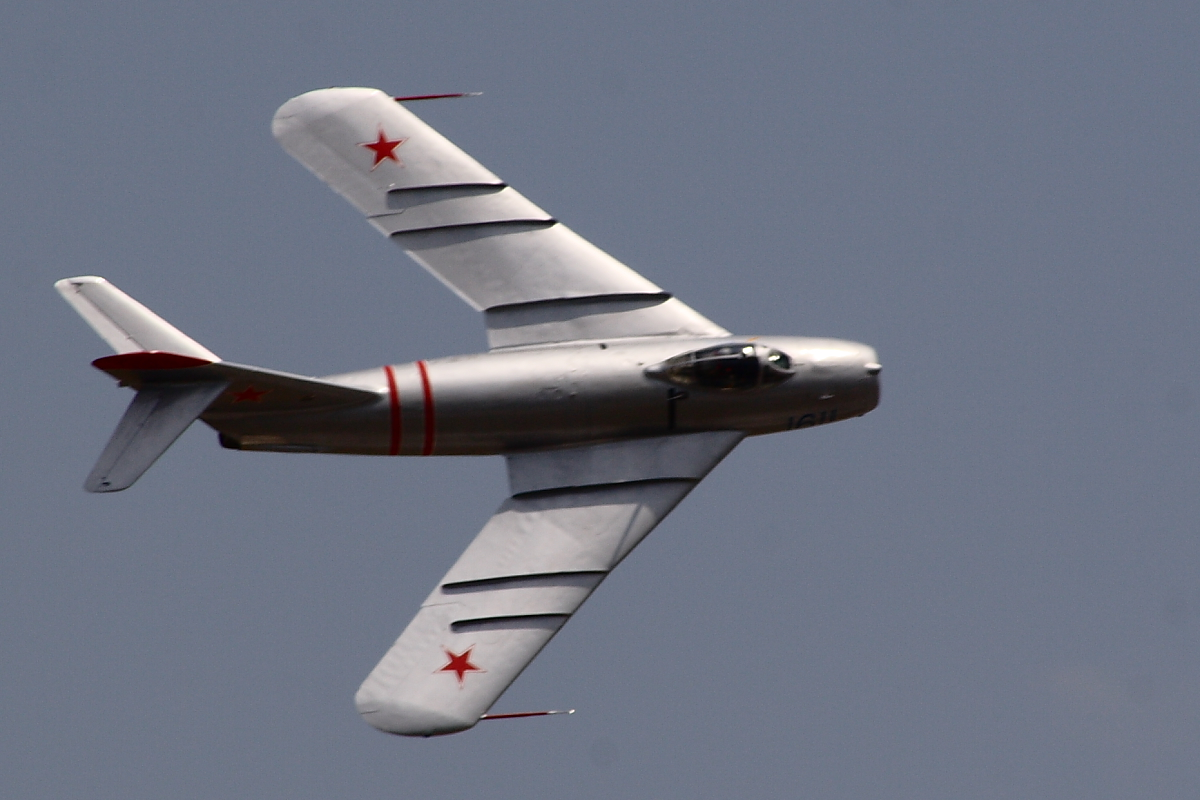
Дальнейшее оснащение истребительно-бомбардировочной авиации шло самолётами МиГ-17, которые полк получил в 1960-м году.

  - Ржевско-Сычёвская операция — с 30 июля 1942 года по 4 августа 1942 года.
  - Погорело-Городищенская операция — с 4 по 9 августа 1942 года.
- Сталинградская оборонительная операция — с 17 июля 1942 года по 18 ноября 1942 года.
- Сталинградская наступательная операция — с 19 ноября 1942 года по 2 февраля 1943 года.
- Котельниковская операция — с 12 декабря 1942 года по 30 декабря 1942 года.
- Ростовская операция — с 1 января 1943 года по 2 февраля 1943 года.
- Миусская операция с 21 июля 1943 года по 2 августа 1943 года.
- Донбасская операция с 13 августа 1943 года по 22 сентября 1943 года.
- Никопольская операция[5] с 26 сентября 1943 года по 5 ноября 1943 года.
- Никопольско-Криворожская операция с 30 января 1944 года по 29 февраля 1944 года.
- Крымская наступательная операция[5] с 8 апреля 1944 года по 12 мая 1944 года.
- Тартуская операция с 17 августа 1944 года по 6 сентября 1944 года.
- Прибалтийская операция с 14 сентября 1944 года по 24 ноября 1944 года.
- Рижская операция с 8 октября 1944 года по 22 октября 1944 года.

## Награды
За успешное выполнение боевых заданий командования и проявленные при этом личным составом мужество и героизм Указом Президента РФ № 807 от 12 июня 2012 года 393-я авиационная база награждена орденом Кутузова. 14 июня 2012 года полк посетил Президент России Владимир Путин и лично вручил Орден Кутузова.

## Почётные наименования
- 807-му штурмовому авиационному полку за отличие в боях при овладении штурмом крепостью и важнейшей военно-морской базой на Чёрном море городом Севастополь Приказом НКО СССР от 24 мая 1944 года на основании приказа ВГК № 111 от 10 мая 1944 года присвоено почётное наименование «Севастопольский»[6].

## Благодарности Верховного Главнокомандующего

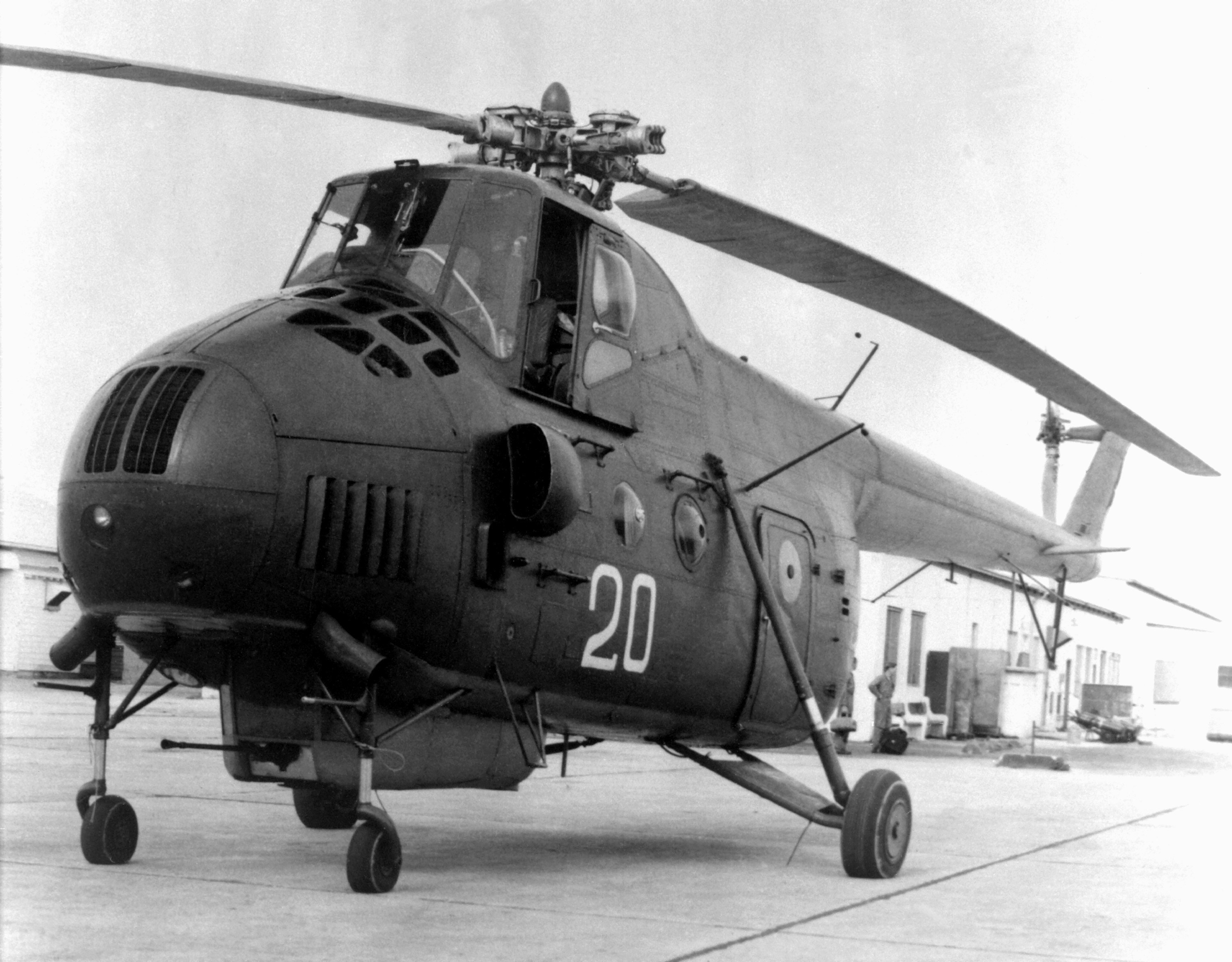
Вертолёт Ми-4 полк получил в 1961 году.

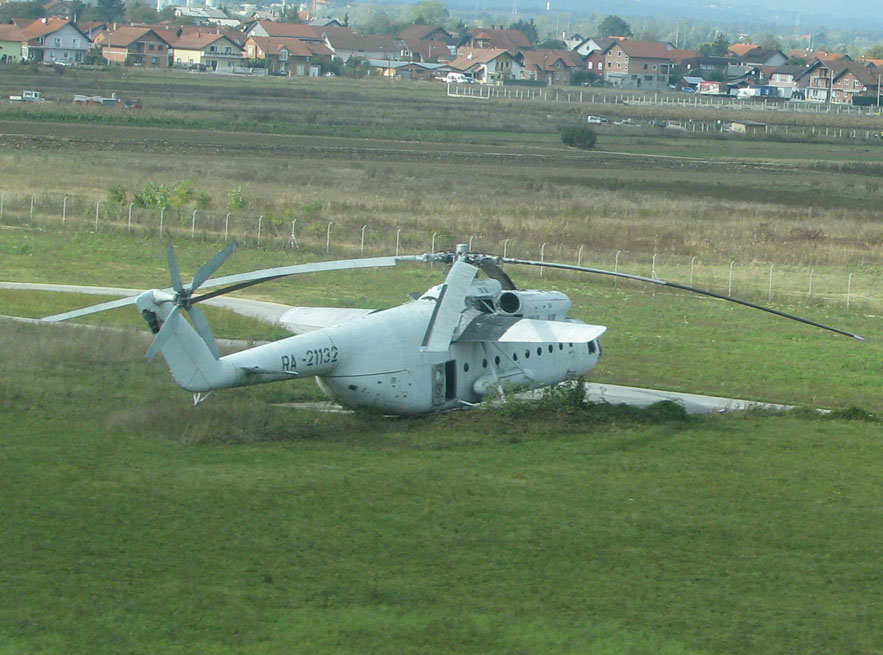
Вертолёт Ми-6 полк получил в 1962 году.

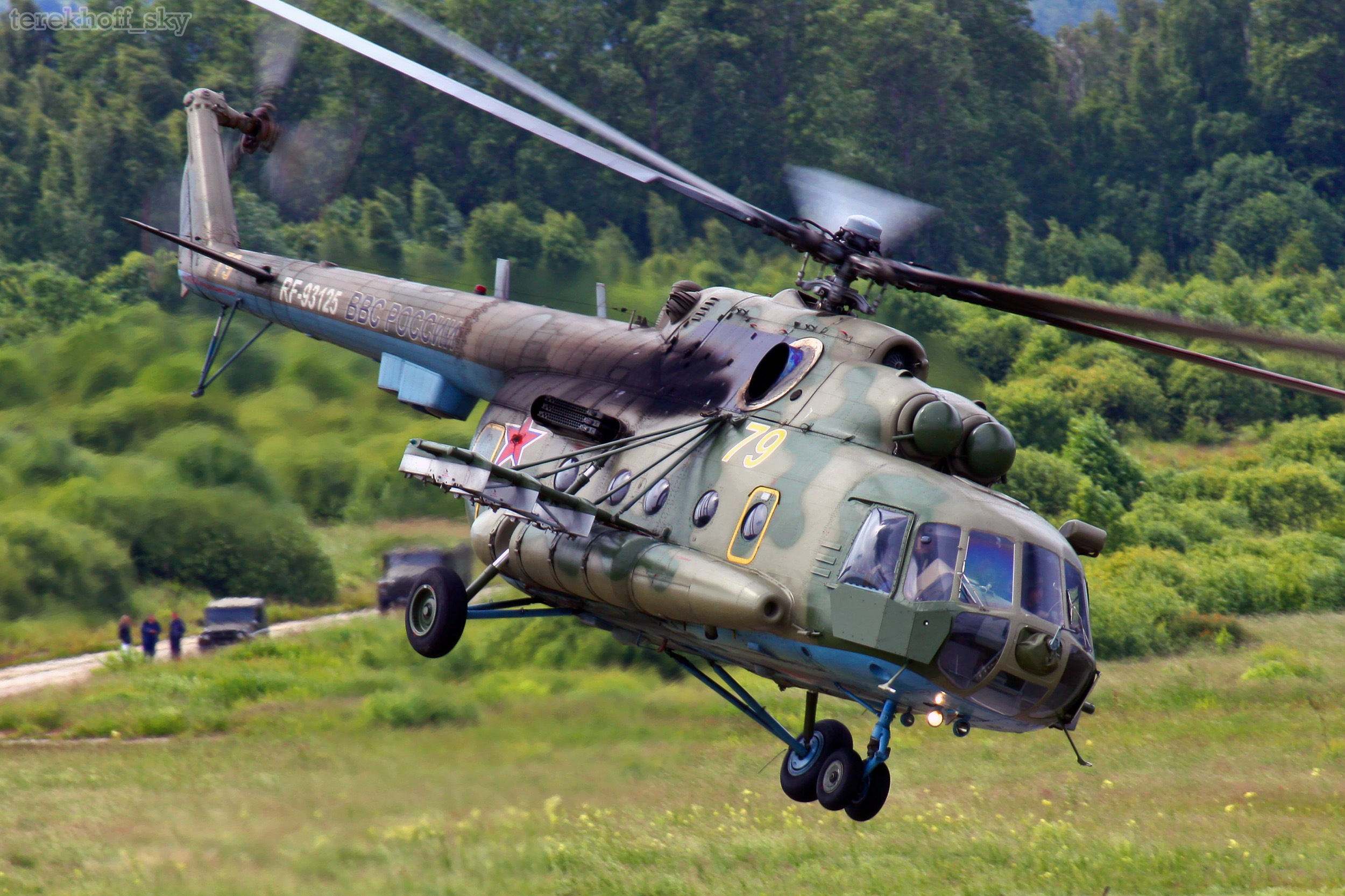
На смену Ми-4 в 1973 году пришёл труженик Ми-8, который стоит на вооружении и по сей день.

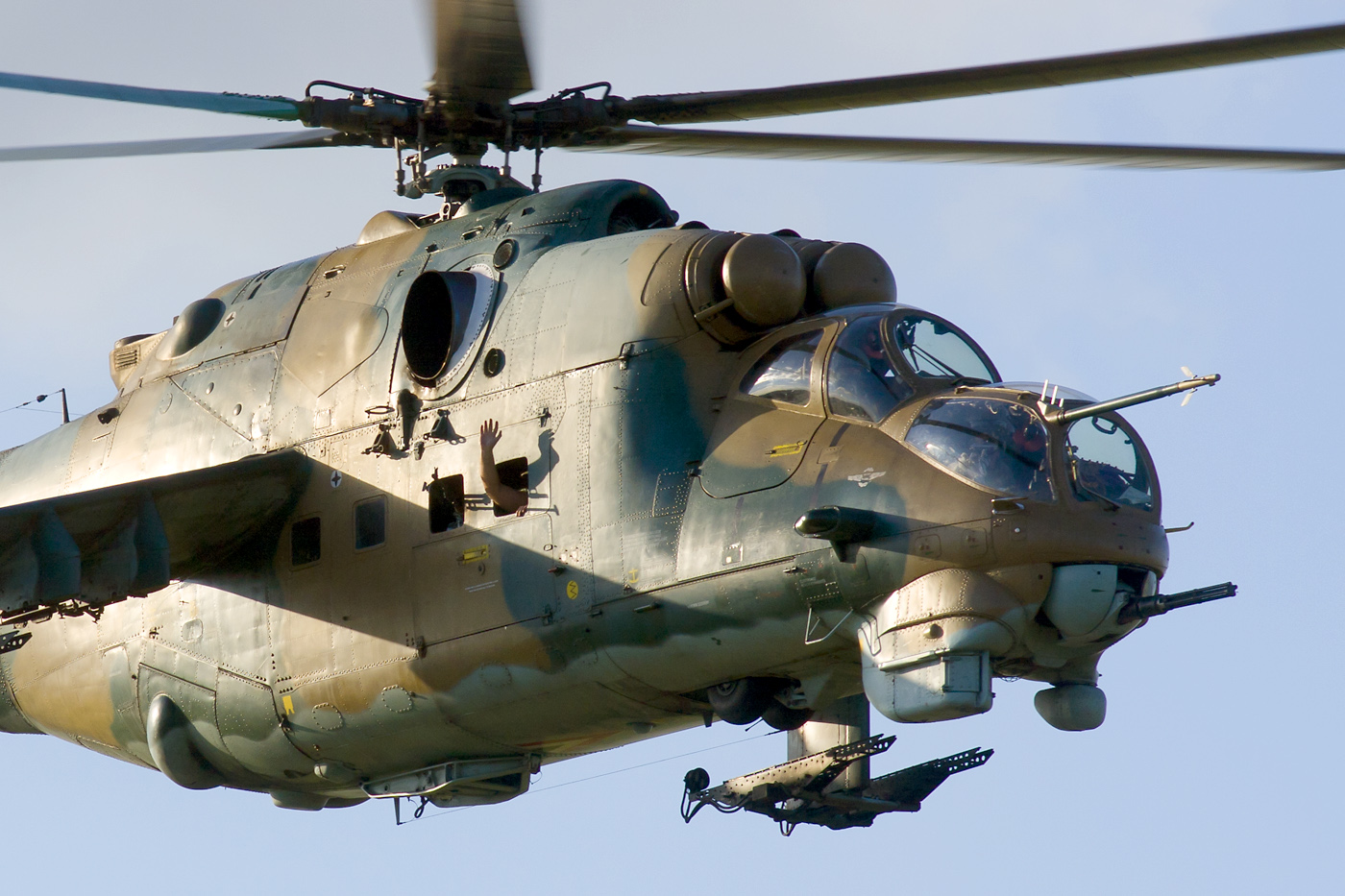
В 1973 году полк пополнен боевыми Ми-24, который стоит на вооружении и по сей день.

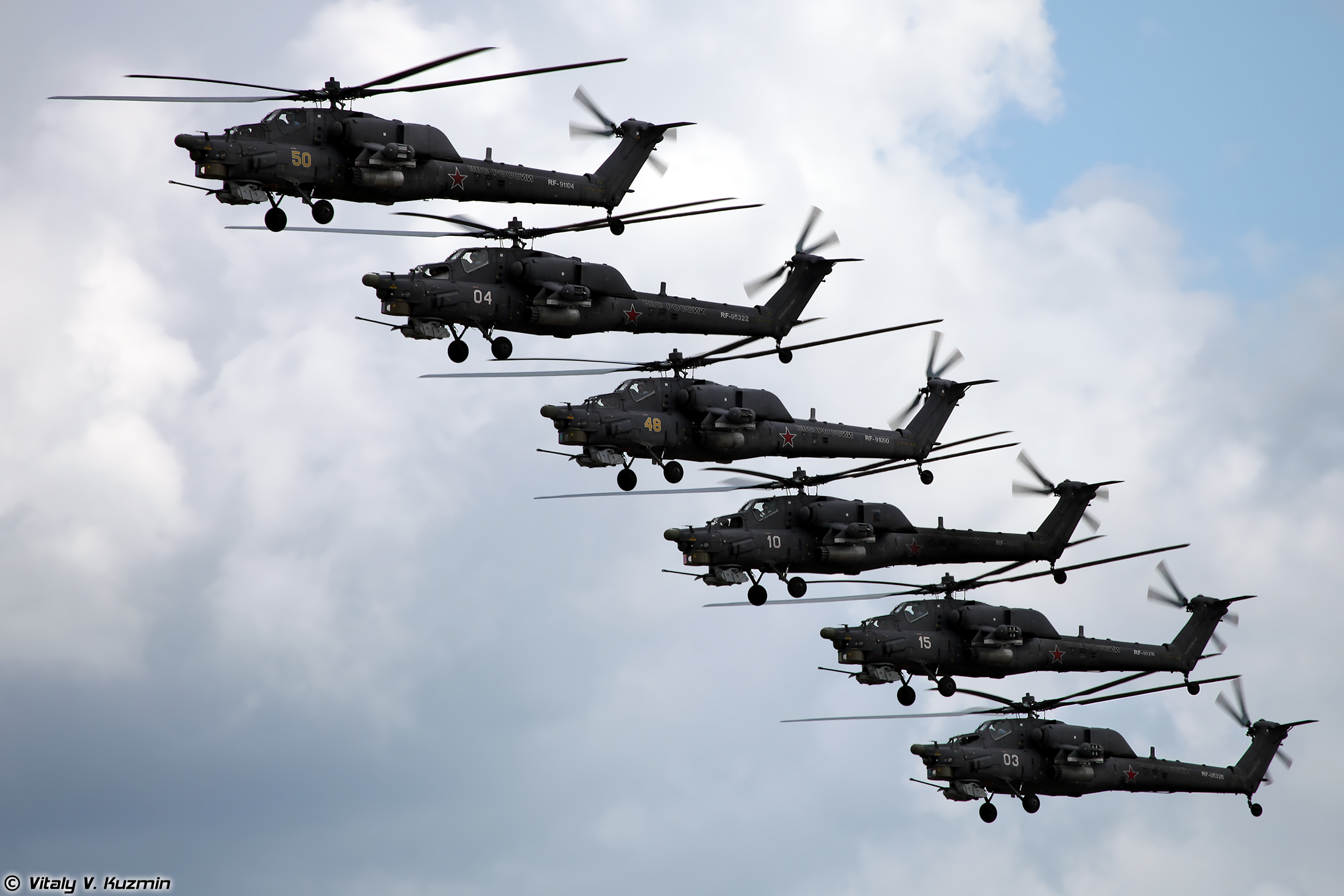
С 2006 года полк вооружён Ми-28.

Воины полка особо отмечены Благодарностью Верховного Главнокомандующего:
- За прорыв обороны противника северо-западнее и юго-западнее города Шауляй (Шавли) и овладении важными опорными пунктами обороны немцев Телыпай, Плунгяны, Мажейкяй, Тришкяй, Тиркшляй, Седа, Ворни, Кельмы, а также овладении более 2000 других населенных пунктов[7].

В составе 7-го штурмового авиакорпуса воинам полка объявлены Благодарности Верховного Главнокомандующего:
- За прорыв сильно укрепленной обороны немцев на их плацдарме южнее города Никополь на левом берегу Днепра, ликвидации оперативно важного плацдарма немцев на левом берегу Днепра и овладении районным центром Запорожской области — городом Каменка, а также занятием более 40 других населенных пунктов[8].
- За отличие в боях при прорыве сильно укрепленной обороны противника на Перекопском перешейке, овладении городом Армянск, выход к Ишуньским позициям, форсировании Сиваша восточнее города Армянск, прорыве глубоко эшелонированной обороны противника в озерных дефиле на южном побережье Сиваша и овладении важнейшим железнодорожным узлом Крыма — Джанкоем[9].
- За отличие в боях при овладении штурмом крепостью и важнейшей военно-морской базой на Чёрном море городом Севастополь[6].
- За отличие в боях при овладении штурмом городом и крупным узлом коммуникаций Тарту (Юрьев-Дерпт) — важным опорным пунктом обороны немцев, прикрывающим пути к центральным районам Эстонии[10].
- За отличие в боях при овладении городом и крупным железнодорожным узлом Валга — мощным опорным пунктом обороны немцев в южной части Эстонии[11].

## Отличившиеся воины
За мужество и отвагу, проявленные в боях с немецко-фашистскими захватчиками личный состав полка был удостоен государственных наград: 18 лётчикам присвоено звание Героя Советского Союза, 3 человека награждены орденом Ленина, 100 человек награждены орденом Красного Знамени, 55 человек награждены орденом Отечественной войны первой и второй степени, 143 человека награждены орденом Красной Звезды, 4 человека награждены орденом Александра Невского, 1 человек награждён орденом Славы III степени, 70 человек награждены медалью «За Отвагу» и 215 человек награждены медалью «За боевые заслуги».

### Герои Советского Союза
- Афанасьев Михаил Денисович, старший лейтенант, командир звена 807-го штурмового авиационного полка 206-й штурмовой авиационной дивизии 7-го Штурмового Авиационного Корпуса 3-й Воздушной Армии Указом Президиума Верховного Совета СССР от 18 августа 1945 года удостоен звания Герой Советского Союза. Золотая Звезда № 8855.
- Баранов Иван Ефимович, старший лейтенант, командир эскадрильи 807-го штурмового авиационного полка 206-й штурмовой авиационной дивизии 7-го штурмового авиационного корпуса 8-й воздушной армии Указом Президиума Верховного Совета СССР 23 февраля 1945 года удостоен звания Герой Советского Союза. Золотая Звезда № 5983.
- Бережков Николай Борисович, лейтенант, командир звена 807-го штурмового авиационного полка 206-й штурмовой авиационной дивизии 7-го штурмового авиационного корпуса 3-й воздушной армии Указом Президиума Верховного Совета СССР 18 августа 1945 года удостоен звания Герой Советского Союза. Золотая Звезда № 8251.
- Головков Георгий Павлович, старший лейтенант, заместитель командира эскадрильи 807-го штурмового авиационного полка 206-й штурмовой авиационной дивизии 7-го штурмового авиационного корпуса 8-й воздушной армии Указом Президиума Верховного Совета СССР 13 апреля 1944 года удостоен звания Герой Советского Союза. Золотая Звезда № 1317
- Данилов Григорий Семёнович, старший сержант, старший лётчик 807-го штурмового авиационного полка 206-й штурмовой авиационной дивизии 8-й Воздушной Армии Указом Президиума Верховного Совета СССР от 1 мая 1943 года удостоен звания Герой Советского Союза. Золотая Звезда № 959.
- Захаров Митрофан Кузьмич, капитан, помощник по воздушно-Стрелковой Службе командира 807-го штурмового авиационного полка 206-й штурмовой авиационной дивизии 7-го штурмового авиационного корпуса 8-й воздушной армии Указом Президиума Верховного Совета СССР 2 августа 1944 года удостоен звания Герой Советского Союза. Золотая Звезда не вручена в связи с гибелью.
- Лобанов Степан Иванович, капитан, командир эскадрильи 807-го штурмового авиационного полка 206-й штурмовой авиационной дивизии 8-й Воздушной Армии Указом Президиума Верховного Совета СССР от 24 мая 1943 года удостоен звания Герой Советского Союза. Золотая Звезда № 1005.
- Ляхов Яков Яковлевич, лейтенант, командир звена 807-го штурмового авиационного полка 206-й штурмовой авиационной дивизии 7-го штурмового авиационного корпуса 14-й воздушной армии Указом Президиума Верховного Совета СССР 23 февраля 1945 года удостоен звания Герой Советского Союза. Посмертно.
- Морозов Сергей Ильич, младший лейтенант, лётчик 807-го штурмового авиационного полка 206-й штурмовой авиационной дивизии 7-го Штурмового Авиационного Корпуса 8-й Воздушной Армии Указом Президиума Верховного Совета СССР от 1 ноября 1943 года удостоен звания Герой Советского Союза. Посмертно.
- Надеждин Пётр Филиппович, лейтенант, командир звена 807-го штурмового авиационного полка 206-й штурмовой авиационной дивизии 7-го штурмового авиационного корпуса 8-й воздушной армии Указом Президиума Верховного Совета СССР 19 августа 1944 года удостоен звания Герой Советского Союза. Посмертно.
- Рябчевский Михаил Фёдорович, майор, штурман 807-го штурмового авиационного полка 206-й штурмовой авиационной дивизии 7-го Штурмового Авиационного Корпуса 8-й Воздушной Армии Указом Президиума Верховного Совета СССР от 1 ноября 1943 года удостоен звания Герой Советского Союза. Золотая Звезда № 1277.
- Свертилов Алексей Иванович, капитан, штурман 807-го штурмового авиационного полка 206-й штурмовой авиационной дивизии 7-го штурмового авиационного корпуса 14-й воздушной армии Указом Президиума Верховного Совета СССР 23 февраля 1945 года удостоен звания Герой Советского Союза. Золотая Звезда № 5994
- Сидорин Василий Николаевич, лейтенант, командир звена 807-го штурмового авиационного полка 206-й штурмовой авиационной дивизии 7-го штурмового авиационного корпуса 14-й воздушной армии Указом Президиума Верховного Совета СССР 23 февраля 1945 года удостоен звания Герой Советского Союза. Золотая Звезда № 5995.
- Чочиев Василий Семёнович, старший лейтенант, командир эскадрильи 807-го штурмового авиационного полка 206-й штурмовой авиационной дивизии 7-го штурмового авиационного корпуса 8-й воздушной армии Указом Президиума Верховного Совета СССР 1 ноября 1943 года удостоен звания Герой Советского Союза. Золотая Звезда № 1280.

### Герои России
- Власов Владимир Александрович, майор, командир вертолётного звена 55-го Севастопольского отдельного вертолётного полка 4-й армии ВВС и ПВО, за мужество и героизм, проявленные при выполнении воинского долга в Северо-Кавказском регионе, Указом Президента Российской Федерации от 28 апреля 2003 года присвоено звание Героя Российской Федерации (посмертно). Медаль № 786.
- Воловиков Андрей Валентинович, подполковник, начальник службы безопасности полётов 55-го Севастопольского отдельного вертолётного полка Указом Президента Российской Федерации № 837 от 26 мая 2008 года за мужество и героизм, проявленные при исполнении воинского долга, присвоено звание Героя Российской Федерации с вручением знака особого отличия — медали «Золотая Звезда» (№ 913).
- Дорофеев Дмитрий Юрьевич, старший лейтенант, штурман звена 55-го вертолётного полка 4-й воздушной армии ВВС и ПВО, за мужество и героизм, проявленные при выполнении воинского долга в Северо-Кавказском регионе, Указом Президента Российской Федерации от 28 апреля 2003 года присвоено звание Героя Российской Федерации (посмертно).
- Кистень Константин Петрович, майор, командир вертолётного звена 55-го Севастопольского отдельного вертолётного полка 4-й армии ВВС и ПВО, за мужество и героизм, проявленные при выполнении воинского долга в Северо-Кавказском регионе, Указом Президента Российской Федерации от 28 ноября 2001 года присвоено звание Героя Российской Федерации. Медаль № 742.
- Омельяненко Александр Владимирович, капитан, штурман-оператор вертолётного звена Ми-24 55-го Севастопольского отдельного вертолётного полка 4-й армии ВВС и ПВО, за мужество и героизм, проявленные при выполнении воинского долга в Северо-Кавказском регионе Указом Президента Российской Федерации от 28 ноября 2001 года присвоено звание Героя Российской Федерации. Медаль № 743.
- Родобольский Игорь Олегович, подполковник, командир вертолётной эскадрильи 55-го отдельного Севастопольского вертолётного полка Северо-Кавказского военного округа, Указом Президента Российской Федерации от 21 сентября 2003 года за проявленный героизм при выполнении воинского долга в Северо-Кавказском регионе присвоено звание Героя Российской Федерации с вручением знака особого отличия — медали «Золотая Звезда». Медаль № 797.
- Сафронов Анатолий Александрович, полковник, командир 55-го отдельного вертолётного полка 4-й армии ВВС и ПВО Северо-Кавказского военного округа, Указом Президента Российской Федерации № 710 от 3 ноября 2000 года за мужество и героизм, проявленные в ходе контртеррористической операции в Северо-Кавказском регионе, присвоено звание Героя Российской Федерации с вручением знака особого отличия — медали «Золотая Звезда». Медаль № 710.
- Сизоненко Евгений Николаевич, капитан, штурман вертолёта поисково-спасательной службы 55-го Севастопольского отдельного вертолётного полка 4-й армии ВВС и ПВО Северо-Кавказского военного округа Указом Президента Российской Федерации от 28 июня 2000 года за мужество и героизм, проявленные при выполнении воинского долга в ходе контртеррористической операции в Северо-Кавказском регионе присвоено звание Героя Российской Федерации (посмертно). Медаль № 666.
- Хабибуллин Ряфагать (Ряфат) Махмутович, полковник, командир 55-го отдельного вертолётного Севастопольского полка армейской авиации 4-й армии Воздушно-космических сил Южного военного округа Указом Президента Российской Федерации № 382 от 28 июля 2016 года за мужество и героизм, проявленные при исполнении воинского долга, присвоено звание Героя Российской Федерации (посмертно).
- Чухванцев Валерий Николаевич, майор, заместитель командира вертолётной эскадрильи 55-го Севастопольского отдельного вертолётного полка 4-й армии ВВС и ПВО Северо-Кавказского военного округа за мужество и героизм, проявленные при выполнении воинского долга в Северо-Кавказском регионе, Указом Президента Российской Федерации от 19 сентября 2008 года присвоено звание Героя Российской Федерации. Медаль № 927.

## Совершившие огненный таран
- Лётчик младший лейтенант Морозов Сергей Ильич, 23 октября 1943 года. Удостоен звания Герой Советского Союза.
- Командир звена сержант Обуховский Григорий Миронович 24 октября 1943 года. Не награждён.
- Командир звена лейтенант Надеждин Пётр Филиппович 26 апреля 1944 года. Удостоен звания Герой Советского Союза.
- Экипаж командира звена лейтенанта Ляхова Якова Яковлевича, воздушный стрелок старшина Христофоров Вениамин Фёдорович 17 сентября 1944 года. Лейтенант Ляхов удостоен звания Герой Советского Союза.